# Данилов, Виталий Иванович (физик)
Вита́лий Ива́нович Дани́лов (10 апреля 1902, Жёлтое — 19 марта 1954, Киев) — советский физик, профессор, академик АН УССР, лауреат Сталинской премии.

## Биография
Родился 10 апреля 1902 в селе Желтое (теперь Луганской области) в семье учителя. После получения среднего образования в екатеринославской гимназии работал учителем и директором сельской школы.
В 1923 году поступил на физико-математический факультет Днепропетровского института народного образования, по окончании которого с 1926 по 1930 год работал ассистентом на кафедре физики Днепропетровского горного института.
Участвовал в работе исследовательской группы физико-химико-математического института под руководством А. Е. Малиновского, был одним из первых его аспирантов в Украинском НИИ физической химии. С 1930 по 1935 год — заведующий кафедрой физики Днепропетровского химико-технологического института (которой был создан на базе ДГИ).
В 1931 году принимал активное участие в создании Днепропетровского физико-технического института, где основал лабораторию кристаллизации, которую возглавлял до 1944 года в Днепропетровске, в эвакуации — в Магнитогорске, в Москве (после перевода туда ДФТИ и превращения его в Институт материаловедения и физики металлов).
С 1933 года заведующий кафедрой экспериментальной физики ДГУ. В 1934 году получил звание профессора. В 1936 году организовал новую кафедру молекулярной физики, которую и возглавлял до 1941 года. С 1935 по 1941 год руководил лабораторией молекулярной физики ДГУ. В 1937—1938 годы был деканом физико-математического факультета.
В 1940 году в физическом институте АН УССР им. П. Н. Лебедева защитил докторскую диссертацию. Был награждён грамотой Наркомпроса Украины.
В годы войны в эвакуации руководил физическими исследованиями оборонного назначения. С 1946 года руководил отделом кристаллизации Лаборатории металлофизики АН УССР, в 1951—1954 годах — директор Лаборатории металлофизики АН УССР, (что преобразована в Институт металлофизики АН УССР). В 1945 году избран членом-корреспондентом АН УССР, с 1951 года — академик, действительный член АН УССР.
В течение многих лет был научным руководителем и наставником ученых физического факультета ДГУ.
Умер 19 марта 1954 в Киеве. Похоронен на Лукьяновском кладбище (участок № 21, ряд 12, место 1).

## Научные работы
В. И. Данилову принадлежит более ста печатных работ, в том числе монографии и учебники. Среди них: «Рассеяние рентгеновских лучей в жидкостях», «Строение и кристаллизация жидкости», и другие.

## Научные достижения
Виталий Иванович Данилов является основателем нового направления мировой науки — рентгенографии жидкости (рентгенографические исследования атомной структуры жидких металлов) и основателем советской научной школы физиков из направлений рентгенографии жидкости и физической теории кристаллизации. Он выяснил суть явления зарождения центров кристаллизации и влияния различных факторов на этот процесс, открыл явления активации и деактивации примесь, обуславливающих кинетику кристаллизации, сформулировал теорию жидкостей, в частности металлов и сплавов в жидком состоянии, разработал ряд методик исследования их атомной и молекулярной структуры. Сформулировал критерий спонтанной кристаллизации и построил классификацию жидкостей с их склонностью к переохлаждению.

## Награды
- Орден Красной Звезды — по результатам работы по улучшению свойств боевых сталей;
- медаль «За доблестный труд в Великой Отечественной войне 1941—1945 гг»;
- Сталинская премия — за работы в области кристаллизации жидкости (1950);
- Орден Трудового Красного Знамени (1952).